# ثنلونية
الثنلوينة أو ثنائية اللون (أو تعدد الألوان) هي ظاهرة يعتمد فيها نقبة المادة أو المحلول على كل من تركيز المادة الماصة وعمق أو سماكة الوسط الذي يجتازه. في معظم المواد غير ثنائية اللون يعتمد سطوع اللون وتشبعه فقط على تركيزها وسمك الطبقة.

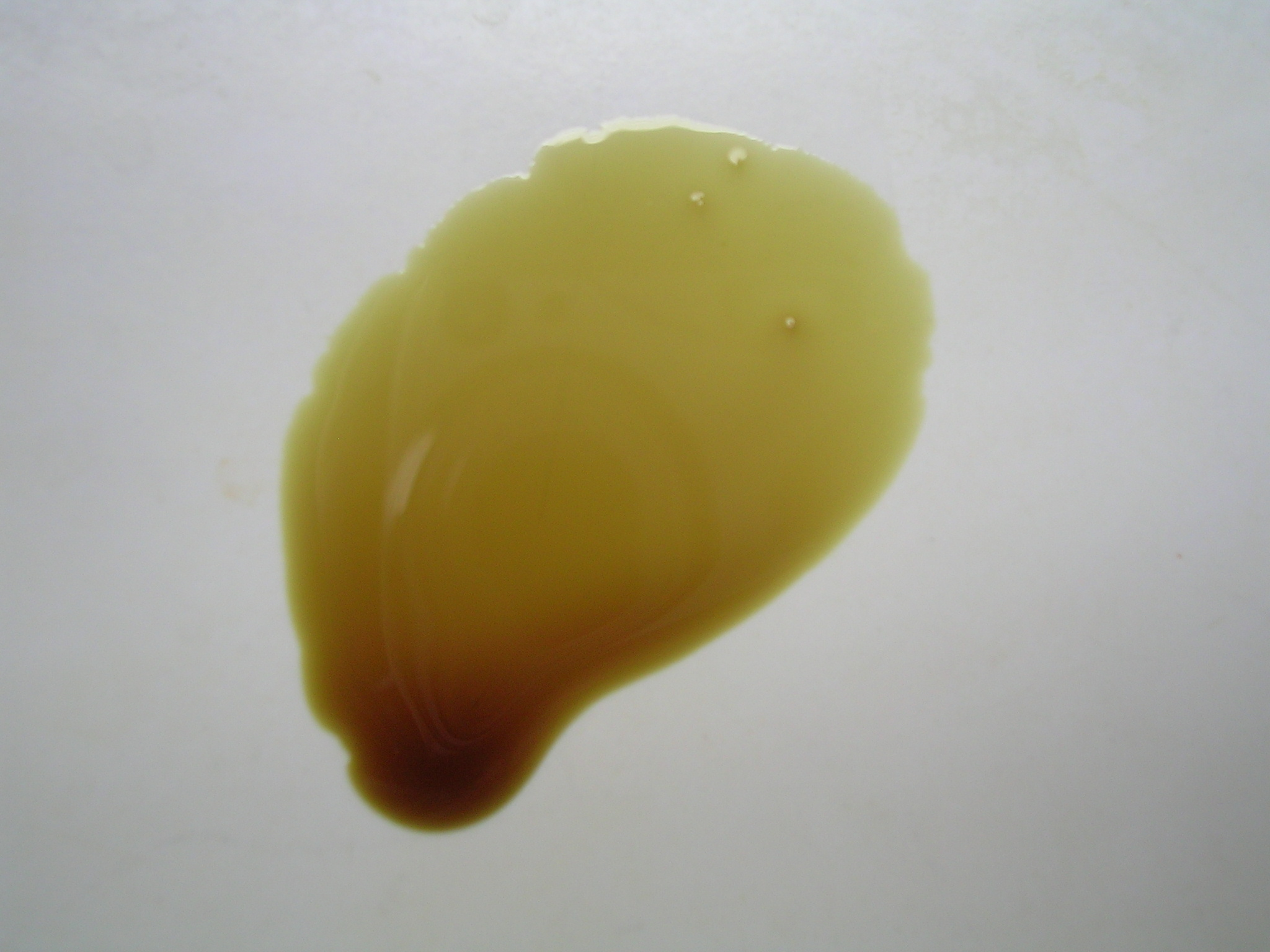
قطرة من زيت بذور اليقطين على طبق أبيض تظهر ثنائية اللون

ومن الأمثلة على المواد ثنائية اللون زيت بذور اليقطين ، والبروموفينول الأزرق ، والريسازورين. عندما تكون طبقة زيت بذور اليقطين بسماكة أقل من 0.7 مم، يظهر الزيت باللون الأخضر الفاتح، وفي طبقة أكثر سمكًا يظهر باللون الأحمر الفاتح.
ترتبط هذه الظاهرة بكل من الخصائص الكيميائية الفيزيائية للمادة والاستجابة العضوية للنظام البصري البشري للون. شُرح هذا الأساس المركب الفيزيائي - الكيميائي - الفيزيولوجي أول مرة في عام 2007.